# The Final Cut
The Final Cut este un album conceptual al trupei Pink Floyd, scris de Roger Waters și înregistrat la studiouri din Regatul Unit din iulie până în decembrie 1982. Albumul a fost lansat original în Regatul Unit pe 21 martie 1983 de către Harvest și EMI Records și pe 2 aprilie 1983 în Statele Unite de Columbia și Capitol.
Este ultimul album de studio Pink Floyd pe care se regăsește basistul și principalul compozitor Roger Waters. Este singurul album Pink Floyd pe care Waters este creditat ca și compozitor pe toate piesele. Claviaturistul Richard Wright nu a fost prezent pe The Final Cut deoarece fusese demis de către Waters în timpul înregistrărilor pentru The Wall. Este singurul album al formației din care Wright nu face parte. David Gilmour este vocalist pe doar una dintre cele doisprezece melodii ale albumului; celelalte sun cântate de Waters. Înregistrările pentru The Final Cut au avut loc într-o atmosferă foarte tensionată datorită contradicțiilor dintre Waters și ceilalți membrii ai grupului, în special Gilmour care-și manifestase dezinteresul față de album. Albumul este privit de mulți ca fiind mai degrabă un album solo Roger Waters decât unul Pink Floyd. Nici unul din cântecele de pe album nu a fost cântat vreodată în concert de către trupă , cu toate că unele dintre acestea au fost cântate de Waters în turneele sale ca artist solo. Dominația lui Waters pe acest album este cel mai evidentă pe coperta din spate a discului pe care se regăsesc cuvintele: The Final Cut: A Requiem for the Post-War Dream - by Roger Waters, performed by Pink Floyd .

## Lista pieselor
1. "The Post War Dream" (3:02)
2. "Your Possible Pasts" (4:22)
3. "One of The Few" (1:12)
4. "The Hero's Return" (2:56)
5. "The Gunner's Dream" (5:01)
6. "Paranoid Eyes" (3:40)
7. "Get Your Filthy Hands Off My Desert" (1:19)
8. "The Fletcher Memorial Home" (4:11)
9. "Southampton Dock" (2:13)
10. "The Final Cut" (4:46)
11. "Not Now John" (5:01)
12. "Two Suns in The Sunset" (5:14)

- Toate cântecele au fost scrise și compuse de Roger Waters

## Single-uri
- "Not Now John" (1983)

## Componență
- David Gilmour - chitare, voce pe "Not Now John"
- Roger Waters - voce, chitară bas, sintetizator, efecte sonore, chitară acustică, coperta albumului
- Nick Mason - baterie, percuție, efecte sonore